# Nine Elms (stanice metra v Londýně)
Nine Elms je stanice metra v Londýně nacházející se ve stejnojmenné londýnské oblasti. Spadá do tarifní zóny 1. Stanice byla otevřena roku 2021 a leží na lince:
- Northern Line (mezi stanicemi Kennington a Battersea Power Station)

## Historie
Stavba stanice jako součásti prodloužení Northern Line do Battersea byla schválena roku 2014 a začala následující rok. Stanice měla být původně dokončena koncem roku 2020, ale výstavba se zdržela a otevření bylo o rok odloženo. K slavnostnímu otevření došlo 20. září 2021. Jedná se o první významné rozšíření sítě metra od prodloužení Jubilee Line v roce 1999.
Souběžně s prodloužením metra došlo k výstavbě mnoha nových budov v okolí a revitalizaci oblasti. Přímo nad stanicí a kolem ní vzniklo přes tři sta nových bytů, kanceláře a obchody ve správě TfL. Očekává se, že pronájem těchto nemovitostí přinese trvalý příjem, který se použije na další rozšiřování a zlepšování služeb hromadné dopravy.
V tandemu s městskou výstavbou se objevily i soukromé projekty v Nine Elms a také v blízkosti elektrárny Battersea. Skupina developerů stojící za těmito projekty se významně podílela na financování prodloužení metra. S vedením městských obvodů Wandsworth a Lambeth se dohodli na balíčku, který měl obsahovat 1 miliardu liber. Konečná cena prodloužení byla 1,1 miliardy liber. Očekávaná cena byla 1,2 miliardy.

## Stanice

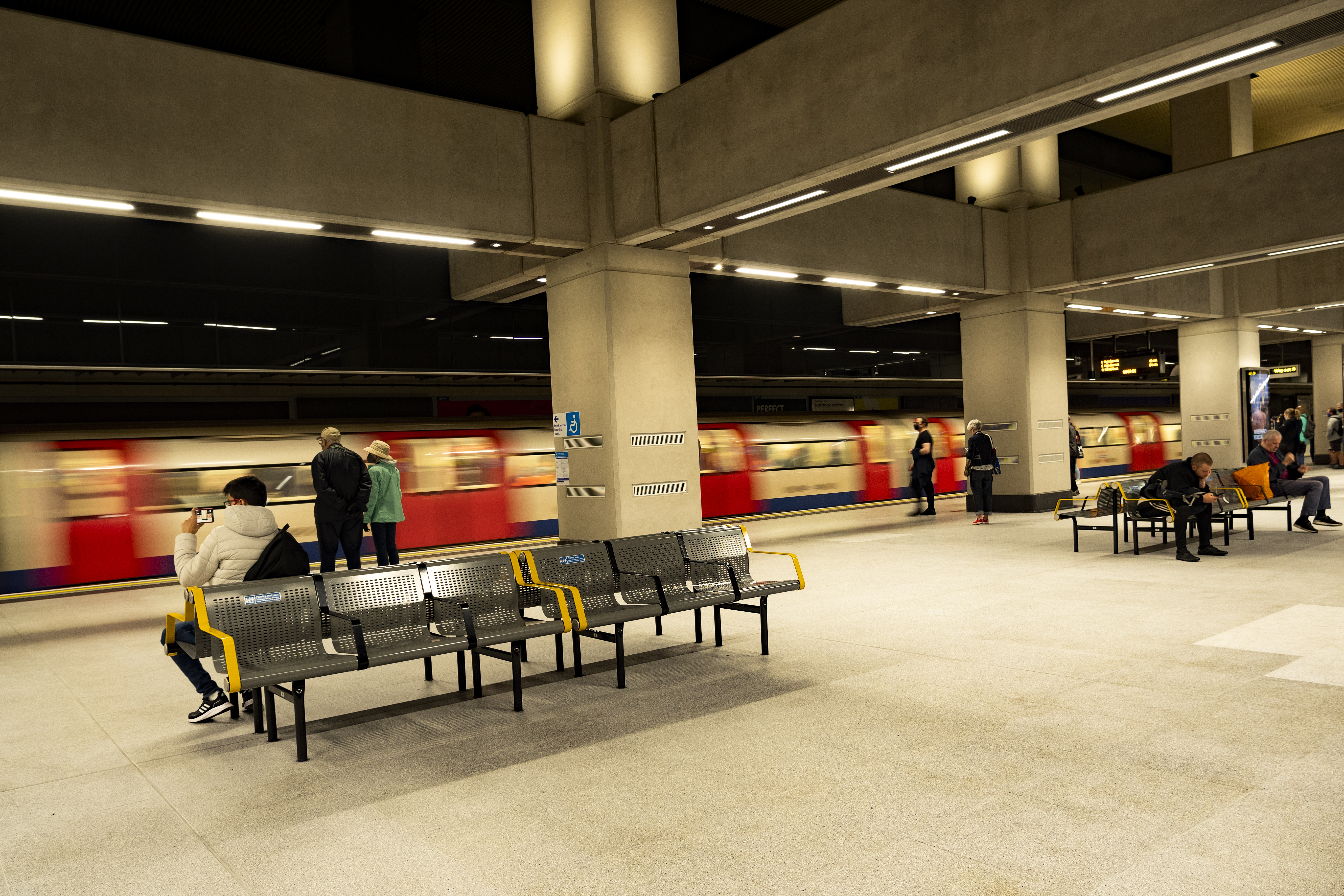
Nástupiště ve stanici

Budova stanice se nachází na ulici Wandsworth Road. Mezi významné body v okolí stanice patří nedaleká nově vybudovaná ambasáda USA.
Podzemní stanice je koncipována jako jedno ostrovní nástupiště. Při výstavbě se počítalo s možnou budoucí instalací bezpečnostních stěn s automatickými posuvnými dveřmi. Vlaky Northern Line obsluhují stanici v šestiminutových intervalech. Za stanicí Kennington pokračují dále větví Charing Cross.
V září roku 2022 bylo oznámeno, že za první rok fungování stanicí prošlo přes 5 milionů pasažérů. Očekává se ale, že toto číslo v dalších letech výrazně stoupne po otevření zrekonstruované elektrárny Battersea. Protože stavební práce v oblasti stále nejsou u konce, počet obyvatel čtvrti bude stále růst. Týdně stanici Nine Elms průměrně využilo 40 tisíc cestujících.
Přístup na nástupiště umožňují kromě eskalátorů i výtahy a stanice je tedy plně bezbariérová.